# Litoria nigrofrenata
Litoria nigrofrenata – gatunek płaza bezogonowego z podrodziny Pelodryadinae w rodzinie rzekotkowatych (Hylidae).

## Występowanie
Płaz ten występuje na południu Nowej Gwinei (w części wyspy należącej do Papui-Nowej Gwinei, być może także na przyległym obszarze części indonezyjskiej), na półwyspie Jork w północnym Queenslandzie (północno-wschodnia Australia) oraz na wyspach w Cieśninie Torresa. Zamieszkuje on tereny położone nie wyżej niż 250 metrów nad poziomem morza.
Do siedlisk preferowanych przez bezogonowego zalicza się sezonowo suche lasy, zadrzewienia i sawanny, spotyka się go w okolicy zbiorników wodnych i na terenach bagnistych.

## Rozmnażanie
Rozród ma miejsce latem. Samce nawołują swe wybranki z brzegów tymczasowych zbiorników wodnych. Samica składa około 450 jaj w strumieniu lub położonym w jego pobliżu tymczasowym zbiorniku wodnym.

## Status
Na Nowej Gwinei gatunek występuje w umiarkowanych zagęszczeniach, z kolei w Australii jest pospolity i szeroko rozprzestrzeniony. Trend liczebności populacji oceniany jest jako stabilny.